# Скот Карпентър
Скот Карпентър (пълно име Малкълм Скот Карпентър) (на английски: Malcolm Scott Carpenter) – е четвъртият американски астронавт и изследовател на океана.

## Биография
Роден е на 1 май 1925 г. в Боулдър (на английски: Boulder), щата Колорадо. Родителите му се развеждат, когато е на три години. Неговата майка боледувала от туберкулоза. Затова Скот израснал в семейството на приятели на неговите родители.

## Образование
Учил в университета на Колорадо от 1945 до 1949 г., където получава степента бакалавър по аеронавтика.

## Военна кариера
През 1949 г. Карпентър започва служба в морската авиация на САЩ. През 1951 г. става пилот от морската авиация. По време на войната в Корея, Карпентър съпровождал военни кораби и изпълнявал разузнавателни полети над Жълто и Южнокитайско море и над Тайванския проток. След войната се обучава в училище за летци-изпитатели за морската авиация и от 1954 г. започва служба като такъв.

## Служба в НАСА
През 1959 г. Скот Карпентър е избран в първата група на отряда на американските астронавти.
През 1962 г. Карпентър е дубльор на Джон Глен, който през февруари 1962 г. извършва първия американски орбитален космически полет.
Първоначално за втория орбитален полет по програмата „Меркурий“ е избран Доналд Слейтън. Намират му обаче сърдечен проблем и вместо него в космоса лети Скот Карпентър.
Полетът на Карпентър на кораба „Мъркюри 7“ се провежда на 24 май 1962 г. Другото име на космическия кораб е „Аврора 7“ и е изведен в орбита с ракетата-носител „Атлас“. Корабът извършва три обиколки около Земята и се приводнява в Атлантическия океан на приблизително 1000 мили на югоизток от нос Канаверъл. Полетът продължава 4 часа 56 минути 5 секунди. Мястото на приводняването се намира на разстояние 400 км. от разчетната точка. На Карпентър се наложило да чака няколко часа пристигането на спасителите си.
В НАСА не били съвсем доволни от това, как Карпентър е провел полета, и той бил отстранен от подготовка за други космически полети.
По-нататък Карпентър взема участие в разработката на лунния модул по програмата „Аполо“.

## Изследовател на световния океан
През 1965 г. Карпентър взема участие в подводни експерименти на военноморския флот на САЩ. През август 1965 г. прекарва 30 дни в подводна лаборатория на дълбочина 60 метра. Намирайки се под водата, Карпентър участва в телефонен разговор с астронавтите Гордън Купър и Чарлс Конрад, които по това време се намират в космоса на кораба „Джемини 5“.
След като се завърнал в НАСА, Карпентър води тренировките на астронавтите под вода, при подготовката им за излизане в открития космос.

## След НАСА
През август 1967 г. Карпентър окончателно напуска НАСА и се връща в USN, където продължава да се занимава с експерименти под вода. През 1969 г. Карпентър се уволнява от воинска служба.
Карпентър основава фирмата Sear Sciences, която се занимава с проблемите по използването на морските ресурси. Сътрудничи си с известния френски изследовател на моретата Жак-Ив Кусто.
Карпентер е написал два романа и автобиография. Той е три пъти женен и има седем деца.
Умира на 10 октомври 2013 г. в Денвър, Колорадо на 88-годишна възраст от мозъчен инсулт.